# Тинаму-нотуры
Тинаму́-ноту́ры, или бесхво́стые тинаму́ (лат. Nothura), — род птиц из семейства тинаму, состоящий из 4 видов. Представители рода — птицы среднего размера с пёстрой окраской: коричневый цвет сочетается с чёрными штрихами и белой окантовкой перьев. Тинаму-нотуры обитают в Южной Америке.

## Этимология
Научное название рода — Nothura — образовано от двух греческих слов: nothos — ошибочный, ложный и ouros — хвостатый (oura — хвост).
Русское название рода — тинаму-нотуры, или бесхвостые тинаму.

## Внешний вид
Тинаму-нотуры — птицы средней величины, длина тела особи составляет 17—25 см. Окраска сочетает в себе разные оттенки коричневого с чёрными штрихами: спина тёмная — красновато-коричневая или серовато-коричневая; брюхо более светлое — охристое или красноватое. Окантовка перьев белая, что делает птиц пёстрыми. Горло белое.

## Питание
В рацион входит растительная пища — различные плоды и семена.

## Распространение
Родина тинаму-нотур — Южная Америка, они распространены на территории нескольких стран: от южных районов Аргентины и Перу до Боливии и северных районов Бразилии. Селятся на открытой местности: птиц можно встретить в пампасах и на пастбищах в разреженных лесах.

## Классификация
Международный союз орнитологов выделяет 4 вида:
- Nothura boraquira — белобрюхий нотура, или белобрюхая нотура
- Nothura darwinii — нотура Дарвина
- Nothura maculosa — пятнистый нотура, или пятнистая нотура
- Nothura minor — малый нотура, или малая нотура

Известны также и вымершие представители рода:
- † Nothura paludosa Mercerat, 1897
- † Nothura parvulus Rovereto, 1914